# Sergueï Grinkov
Sergueï Mikhaïlovitch Grinkov (en russe : Сергей Михайлович Гриньков), né le 4 février 1967 à Moscou (Union soviétique) et mort le 20 novembre 1995 à Lake Placid (États-Unis) est un patineur artistique soviétique puis russe. Il fut champion olympique et mondial  de patinage artistique. Il concourait en couple avec Ekaterina Gordeeva.

## Biographie

### Carrière sportive
Sergueï commence à patiner à cinq ans. À l'âge de 14 ans, il fait équipe avec Ekaterina Gordeeva, qui est âgée de 10 ans. Le couple gagne le championnat du monde junior en 1985 à Colorado Springs, aux États-Unis. En 1986, ils remportent leur premier titre mondial de niveau senior. Ils conservent le titre mondial en 1987. Ils décrochent l'or aux Jeux olympiques de Calgary en 1988. Aux championnats du monde de 1988 de Budapest, une chute pendant le programme long leur coûte le titre mondial et ils terminent deuxièmes. En 1989, à Paris, et en 1990, à Halifax, ils gagnent leurs troisième et quatrième titres de champions du monde.
Ils décident de passer professionnels à l'automne 1990 et remportent le titre de champion du mondial professionnel trois fois en 1991, 1992 et 1994.
Cependant leur partenariat se transforme en romance pendant l'année 1989. Sergueï et Ekaternina se marient en avril 1990 et participent à l'automne 1991 et l'hiver 1992 à la tournée Stars On Ice aux États-Unis et au Canada. Ekaterina donne naissance à une petite fille, Daria Sergueïevna Grinkova, le 11 septembre 1992. Peu de temps après la naissance de Daria, le couple retourne à l'entraînement pour la nouvelle saison de Stars On Ice.
À cette époque, un règlement de l'ISU permet aux professionnels de réintégrer les rangs amateurs. Sergueï et Ekaterina décident de revenir à leur statut d'amateurs pour pouvoir participer aux Jeux olympiques de Lillehammer en 1994. Ils gagnent une deuxième médaille d'or olympique. Peu de temps après les Jeux, ils retournent dans les rangs professionnels et participent à nouveau à la tournée Stars On Ice.

### Mort
Le 20 novembre 1995, la tragédie frappe le couple Gordeïeva-Grinkov. Le couple s'entraîne en vue de la tournée Stars On Ice qui doit débuter à Lake Placid (État de New York), lorsque Sergueï s’effondre sur la glace et meurt d'une crise cardiaque,.
Ekaterina et plusieurs autres patineurs organisent en février 1996 le spectacle Celebration of a Life, où ils rendent hommage à Sergueï. Sur une musique de Mahler, Ekatarina y fait, seule sur la glace, une création émouvante où le souvenir et la présence de Sergueï sont évoqués à chaque instant. Ce spectacle est télédiffusé quelques semaines plus tard. Ekaterina a également écrit un livre, My Sergei : a Love Story, relatant son histoire avec Sergueï. Ce livre a inspiré le téléfilm My Sergeï tourné par Robert Dustin en 1998.
Sergueï Grinkov est enterré à Moscou, au cimetière Vagankovo.

## Entraîneurs et chorégraphe
- Entraîneurs : Vladimir Zaharov à partir de 1981, Alexander Zhuk de 1985 à 1986, Stanislav Leonovitch de 1986 à 1990, Tatiana Tarasova de 1990 à 1991, Vladimir Zaharov de 1993 à 1994[7].
- Principal chorégraphe : Marina Zueva[8].

## Palmarès
| Compétitions principales           | 1984    | 1985    | 1986    | 1987    | 1988    | 1989    | 1990    | ... | 1994    |  |  |  |  |  |
| Jeux olympiques d'hiver            |         |         |         |         | 1er     |         |         |     | 1er     |  |  |  |  |  |
| Championnats du monde              |         |         | 1er     | 1er     | 2e      | 1er     | 1er     |     |         |  |  |  |  |  |
| Championnats d’Europe              |         |         | 2e      | A       | 1er     | F       | 1er     |     | 1er     |  |  |  |  |  |
| Championnats d'Union soviétique    |         |         | 2e      | 1er     | F       | F       | F       |     |         |  |  |  |  |  |
| Championnats de Russie             |         |         |         |         |         |         |         |     | 1er     |  |  |  |  |  |
| Championnats du monde juniors      | 5e      | 1er     |         |         |         |         |         |     |         |  |  |  |  |  |
|                                    |         |         |         |         |         |         |         |     |         |  |  |  |  |  |
| Autres compétitions                | 1983/84 | 1984/85 | 1985/86 | 1986/87 | 1987/88 | 1988/89 | 1989/90 | ... | 1993/94 |  |  |  |  |  |
| Skate Canada                       |         |         | 1er     | 2e      |         |         |         |     | 1er     |  |  |  |  |  |
| Moscou Skate                       |         |         | 4e      |         | 1er     |         |         |     |         |  |  |  |  |  |
| Trophée NHK                        |         |         |         |         |         |         | 1er     |     |         |  |  |  |  |  |
| Légende : F= Forfait ; A = Abandon |         |         |         |         |         |         |         |     |         |  |  |  |  |  |